# 蒙泰维东孔巴泰
蒙泰维东孔巴泰（義大利語：Monte Vidon Combatte），是意大利费尔莫省的一个市镇。总面积10.92平方公里，人口473人，人口密度43.3人/平方公里（2009年）。ISTAT代码为044050。